# Latrobea
Latrobea es un género de plantas con flores con siete especies perteneciente a la familia Fabaceae.

## Especies
- Latrobea abnormis
- Latrobea brunonis
- Latrobea diosmifolia
- Latrobea genistoides
- Latrobea hirtella
- Latrobea pungens
- Latrobea tenella